# HD11480
HD11480 — хімічно пекулярна зоря спектрального класу A3, що має видиму зоряну величину в смузі V приблизно  8,6.
Вона  розташована на відстані близько 793,6 світлових років від Сонця.

## Пекулярний хімічний вміст
Зоряна атмосфера HD11480 має підвищений вміст 
Sr
.